# Jack Hendry
Jack William Hendry (sinh ngày 7 tháng 5 năm 1995) là một cầu thủ bóng đá chuyên nghiệp người Scotland hiện tại đang thi đấu ở vị trí trung vệ cho câu lạc bộ Al-Ettifaq tại Giải Vô địch quốc gia Ả Rập Xê Út, và Đội tuyển bóng đá quốc gia Scotland.

## Đầu đời
Hendry được sinh ra tại Glasgow. Anh đã từng có thời gian là một cầu thủ trẻ với câu lạc bộ Celtic và Peterborough United. Anh gia nhập Dundee United để thử việc vào năm 2013 và sau đó ký hợp đồng với họ, nhưng thời gian ở đó của anh đã bị gián đoạn nghiêm trọng bởi một cơn sốt tuyến.

## Sự nghiệp thi đấu

### Partick Thistle
Hendry gia nhập Partick Thistle vào tháng 8 năm 2014. Anh thường xuyên góp mặt trong đội trẻ của Thistle, trước khi ra mắt đội một cho đội bóng vào ngày cuối cùng của mùa giải 2014–15, trong trận hòa không bàn thắng với Motherwell tại Fir Park vào ngày 23 tháng 5 năm 2015.
Vào ngày 2 tháng 6 năm 2015, Hendry ký hợp đồng mới có thời hạn một năm với Jags, cùng với David Wilson, cùng các thủ môn Paul Gallacher và Tomáš Černý. Sau một giai đoạn tiền mùa giải xuất sắc, Hendry vào sân thay người trong trận mở màn mùa giải trước Hamilton chỉ 29 phút sau tấm thẻ đỏ trước đó của Frédéric Frans, anh tiếp tục để giúp đội nhà giữ sạch lưới cùng với Liam Lindsay ở hàng thủ khi trận đấu kết thúc với tỷ số 0–0. Sau trận đấu, có thông tin cho rằng câu lạc bộ Everton đã theo dõi Hendry.

### Wigan Athletic
Vào ngày 1 tháng 9 năm 2015, Hendry ký hợp đồng với Wigan Athletic. Anh gia nhập câu lạc bộ Shrewsbury Town tại EFL League One dưới dạng cho mượn đến hết mùa giải vào tháng 3 năm 2016.
Vào ngày 31 tháng 8 năm 2016, Hendry gia nhập Milton Keynes Dons dưới dạng cho mượn đến tháng 1 năm 2017. Vào ngày 4 tháng 10 năm 2016, Hendry có trận ra mắt cho Milton Keynes Dons, chiến thắng 1-0 trên sân khách tại EFL Trophy trước Peterborough United.

### Dundee
Hendry đã ký hợp đồng kéo dài hai năm với Dundee vào tháng 7 năm 2017. Anh thi đấu thường xuyên và trở thành cầu thủ chủ chốt của Dundee trong phần đầu của mùa giải 2017–18. Dundee đã từ chối lời đề nghị từ Celtic cho Hendry trong tháng 1 năm 2018, trước khi đồng ý mức phí kỷ lục của câu lạc bộ vào ngày 31 tháng 1.

### Celtic
Câu lạc bộ Celtic đã ký hợp đồng với Hendry có thời hạn 4 năm rưỡi vào ngày 31 tháng 1 năm 2018. 
Anh ra mắt câu lạc bộ trong trận thua 1-0 trước Kilmarnock trên sân khách vào ngày 3 tháng 2.

### Melbourne City
Vào ngày 22 tháng 1 năm 2020, Hendry gia nhập câu lạc bộ Melbourne City tại A-League Men dưới dạng cho mượn trong phần còn lại của mùa giải. Trong lần ra sân thứ hai cho Melbourne, Hendry bị chấn thương dây chằng đầu gối phải phẫu thuật.

### Oostende
Hendry được cho mượn tại câu lạc bộ KV Oostende vào tháng 7 năm 2020, và Celtic đã đưa ra lựa chọn đầu tiên cho câu lạc bộ Bỉ để mua anh. Trong trận ra mắt tại Giải bóng đá vô địch quốc gia Bỉ vào tháng 9 năm 2020, anh đã ghi bàn ấn định chiến thắng vào phút cuối trước KV Mechelen để mang về chiến thắng 1–0 cho câu lạc bộ mới của mình. Vào cuối mùa giải, Hendry được Sport/Voetbalmagazine vinh danh là cầu thủ được đánh giá cao nhất trong giải đấu. Hendry chuyển đến Oostende vào tháng 6 năm 2021.

### Club Brugge
Vào ngày 31 tháng 8 năm 2021, chỉ hai tháng sau khi ký hợp đồng với KV Oostende, Hendry gia nhập câu lạc bộ Club Brugge theo bản hợp đồng kéo dài 4 năm. Anh góp mặt trong trận hòa 1-1  của Brugge trước Paris Saint-Germain tại Champions League, nơi có sự góp mặt của các ngôi sao nổi tiếng (gồm Messi, Mbappé và Neymar thi đấu cùng nhau lần đầu tiên), và được BBC vinh danh là Cầu thủ xuất sắc nhất trận. Hendry ghi bàn thắng đầu tiên cho đội bóng trong chiến thắng trước Royal Antwerp, giúp Club Brugge giành được chức vô địch của Giải bóng đá vô địch quốc gia Bỉ.

#### Cho mượn tại Cremonese
Vào ngày 1 tháng 9 năm 2022, Hendry gia nhập câu lạc bộ Cremonese tại Serie A theo dạng cho mượn, với một tùy chọn để mua. Hendry ra mắt Cremonese ở Serie A vào ngày 11 tháng 9 năm 2022, trong trận hòa 1-1 trước Atalanta. Ngày 26 tháng 1 năm 2023, Hendry quyết định quay trở lại Club Brugge.

### Al-Ettifaq
Vào ngày 26 tháng 7 năm 2023, Hendry ký bản hợp đồng có thời hạn đến năm 2026 với Al-Ettifaq tại Giải Vô địch quốc gia Ả Rập Xê Út, cùng với cựu đồng đội ở câu lạc bộ Celtic, Moussa Dembélé.

## Sự nghiệp quốc tế
Vào tháng 3 năm 2018, Hendry lần đầu tiên được triệu tập vlên Đội tuyển bóng đá quốc gia Scotland cho các trận giao hữu với Costa Rica và Hungary. Anh có trận ra mắt cho Scotland vào ngày 27 tháng 3, trong chiến thắng 1–0 trước Hungary. Hendry được triệu tập lại vào đội vào tháng 3 năm 2021, sau khi thể hiện tốt cho KV Oostende. Sau đó, anh có tên trong danh sách các cầu thủ đội tuyển Scotland tham dự Giải vô địch bóng đá châu Âu 2020, và ghi bàn thắng quốc tế đầu tiên trong trận giao hữu tiền giải đấu gặp Hà Lan.
Hendry đã ghi bàn gỡ hòa quan trọng trong trận gặp Cộng hòa Ireland tại UEFA Nations League vào ngày 23 tháng 9 năm 2022, để rồi sau đó Scotland giành chiến thắng với tỷ số 2-1.

## Thống kê sự nghiệp

### Câu lạc bộ
Tính đến 4 tháng 6 năm 2023
| Câu lạc bộ                | Mùa giải            | Giải đấu                         | Giải đấu | Giải đấu | Cúp quốc gia | Cúp quốc gia | League cup | League cup | Châu lục | Châu lục | Khác | Khác | Tổng cộng | Tổng cộng |
| Câu lạc bộ                | Mùa giải            | Hạng                             | Trận     | Bàn      | Trận         | Bàn          | Trận       | Bàn        | Trận     | Bàn      | Trận | Bàn  |           |           |
| ------------------------- | ------------------- | -------------------------------- | -------- | -------- | ------------ | ------------ | ---------- | ---------- | -------- | -------- | ---- | ---- | --------- | --------- |
| Partick Thistle           | 2014–15             | Scottish Premiership             | 1        | 0        | 0            | 0            | 0          | 0          | —        | —        | —    | —    | 1         | 0         |
| Partick Thistle           | 2015–16             | Scottish Premiership             | 3        | 0        | 0            | 0            | 1          | 0          | —        | —        | —    | —    | 4         | 0         |
| Partick Thistle           | Tổng cộng           | Tổng cộng                        | 4        | 0        | 0            | 0            | 1          | 0          | —        | —        | —    | —    | 5         | 0         |
| Wigan Athletic            | 2015–16             | EFL League One                   | 0        | 0        | 0            | 0            | 0          | 0          | —        | —        | 3    | 0    | 3         | 0         |
| Wigan Athletic            | 2016–17             | EFL Championship                 | 0        | 0        | 0            | 0            | 0          | 0          | —        | —        | –    | –    | 0         | 0         |
| Wigan Athletic            | Tổng cộng           | Tổng cộng                        | 0        | 0        | 0            | 0            | 0          | 0          | —        | —        | 3    | 0    | 3         | 0         |
| Shrewsbury Town (mượn)    | 2015–16             | EFL League One                   | 6        | 0        | 0            | 0            | 0          | 0          | —        | —        | 0    | 0    | 6         | 0         |
| Milton Keynes Dons (mượn) | 2016–17             | EFL League One                   | 7        | 0        | 2            | 0            | 0          | 0          | —        | —        | 3    | 0    | 12        | 0         |
| Dundee                    | 2017–18             | Scottish Premiership             | 24       | 1        | 1            | 0            | 5          | 1          | —        | —        | —    | —    | 30        | 2         |
| Celtic                    | 2017–18             | Scottish Premiership             | 11       | 0        | 0            | 0            | 0          | 0          | 0        | 0        | 0    | 0    | 11        | 0         |
| Celtic                    | 2018–19             | Scottish Premiership             | 4        | 0        | 0            | 0            | 3          | 0          | 8        | 0        | 0    | 0    | 15        | 0         |
| Celtic                    | 2019–20             | Scottish Premiership             | 0        | 0        | 0            | 0            | 1          | 0          | 0        | 0        | 0    | 0    | 1         | 0         |
| Celtic                    | Tổng cộng           | Tổng cộng                        | 15       | 0        | 0            | 0            | 4          | 0          | 8        | 0        | 0    | 0    | 27        | 0         |
| Melbourne City (mượn)     | 2019–20             | A-League Men                     | 2        | 0        | —            | —            | —          | —          | —        | —        | —    | —    | 2         | 0         |
| KV Oostende (mượn)        | 2020–21             | Giải bóng đá vô địch quốc gia Bỉ | 30       | 2        | 0            | 0            | —          | —          | —        | —        | —    | —    | 30        | 2         |
| KV Oostende               | 2021–22             | Giải bóng đá vô địch quốc gia Bỉ | 6        | 0        | 0            | 0            | —          | —          | —        | —        | —    | —    | 6         | 0         |
| Club Brugge               | 2021–22             | Giải bóng đá vô địch quốc gia Bỉ | 23       | 1        | 3            | 0            | —          | —          | 6        | 0        | —    | —    | 32        | 1         |
| Club Brugge               | 2022–23             | Giải bóng đá vô địch quốc gia Bỉ | 8        | 0        | 0            | 0            | —          | —          | 1        | 0        | —    | —    | 9         | 0         |
| Club Brugge               | Tổng cộng           | Tổng cộng                        | 31       | 1        | 3            | 0            | —          | —          | 7        | 0        | —    | —    | 41        | 1         |
| Cremonese (mượn)          | 2022–23             | Serie A                          | 4        | 0        | 2            | 0            | —          | —          | —        | —        | —    | —    | 6         | 0         |
| Tổng cộng sự nghiệp       | Tổng cộng sự nghiệp | Tổng cộng sự nghiệp              | 129      | 4        | 8            | 0            | 10         | 1          | 15       | 0        | 6    | 0    | 168       | 5         |

1. 1 2  Ra sân tại EFL Trophy
2. ↑  Ra sân tại UEFA Champions League và UEFA Europa League
3. 1 2  Ra sân tại UEFA Champions League

### Quốc tế
Tính đến 20 tháng 6 năm 2023
| Đội tuyển quốc gia | Năm       | Trận | Bàn thắng |
| ------------------ | --------- | ---- | --------- |
| Scotland           | 2018      | 3    | 0         |
| Scotland           | 2021      | 9    | 1         |
| Scotland           | 2022      | 9    | 2         |
| Scotland           | 2023      | 2    | 0         |
| Tổng cộng          | Tổng cộng | 23   | 3         |

## Bàn thắng quốc tế
Tính đến 24 tháng 9 năm 2022
Tỷ số và kết quả liệt kê bàn thắng đầu tiên của Scotland, cột điểm cho biết điểm số sau mỗi bàn thắng của Henry.
| # | Thời gian           | Địa điểm                                     | Đối thủ          | Ghi bàn | Kết quả | Giải đấu                    | Tham khảo |
| - | ------------------- | -------------------------------------------- | ---------------- | ------- | ------- | --------------------------- | --------- |
| 1 | 2 tháng 6 năm 2021  | Sân vận động Algarve, Faro/Loulé, Bồ Đào Nha | Hà Lan           | 1–0     | 2–2     | Giao hữu                    | [ 37 ]    |
| 2 | 29 tháng 3 năm 2022 | Sân vận động Ernst Happel, Viên, Áo          | Áo               | 1–0     | 2–2     | Giao hữu                    | [ 46 ]    |
| 3 | 24 tháng 9 năm 2022 | Hampden Park, Glasgow, Scotland              | Cộng hòa Ireland | 1–1     | 2–1     | UEFA Nations League 2022–23 | [ 38 ]    |

## Danh hiệu
Celtic
- Scottish Premiership: 2017–18, 2018–19[47]
- Cúp quốc gia Scotland: 2017–18, 2018–19[47]
- Cúp Liên đoàn bóng đá Scotland: 2018–19[47]

Club Brugge
- Giải bóng đá vô địch quốc gia Bỉ: 2021–22
- Siêu cúp bóng đá Bỉ: 2022